# O Gott, du frommer Gott
Le partite diverse sopra il corale "O Gott, du frommer Gott" (Oh Dio, pio Dio) BWV 767 sono una composizione per strumento a tastiera di Johann Sebastian Bach.

## Storia
L'opera si compone di un corale e di otto brevi variazioni scritte su di esso. Queste variazioni rappresentano una delle prime opere di Bach, databile intorno al 1700, quando il giovane compositore era influenzato dallo stile delle partite di Georg Böhm, organista della Johanniskirche di Lüneburg, dove Bach era studente. Dietrich Buxtehude è un'altra probabile fonte d'ispirazione.
Le variazioni sono basate sull'antico inno luterano O Gott, du frommer Gott e sono una per ognuno degli otto versi che compongono l'inno. Alcuni hanno suggerito che Bach possa aver composto ogni variazione in modo da essere eseguita immediatamente prima o dopo che l'assemblea intonasse il versetto corrispondente.
L'esecuzione del corale e delle otto variazioni non necessita obbligatoriamente di un organo con pedaliera, risultando eseguibile anche su clavicembalo o clavicordo o su qualsiasi organo di modeste dimensioni.

## Struttura
Bach compose il corale iniziale prendendo l'antica melodia tradizionale di "O Gott, du frommer Gott" ed impostandola a blocchi di accordi. La prima variazione, dominata da un'atmosfera di stile arcaico, consiste in un basso ostinato accompagnato da una linea della mano destra elegantemente decorata da numerosi abbellimenti. La seconda variazione è un piccolo motivo a tre voci. La terza variazione consiste in una toccata con la melodia in sedicesimi. L'elemento ritmico della seconda variazione riappare sviluppato nella quarta.
Nella quinta variazione la melodia torna sobria, con un accompagnamento sincopato. Successivamente le scale dalla precedente variazione ritornano come materiale di base per una nuova variazione in forma di corrente, la sesta. L'opera raggiunge il suo apice espressivo nella cromatica settima variazione, un tetracordo ascendente e discendente a quattro voci. L'ultima variazione, l'ottava, è divisa in tre parti: un'energica sezione con effetto eco in cui la prima parte della corale diventa una fanfara, un andante ed un presto.
L'esecuzione del corale e delle otto variazioni dura circa tredici minuti.